# Perowskit
Perowskit – minerał z grupy perowskitów, zbudowany z tytanianu(IV) wapnia, CaTiO3. Został odkryty w roku 1839 przez Gustava Rosego w górach Ural i nazwany na cześć mineraloga rosyjskiego, Lwa Pierowskiego.

## Występowanie
Składnik niektórych skał ultrazasadowych, zasadowych pegmatytów i łupków krystalicznych. Bywa spotykany w złożach chromitu i tytanomagnetytu. Współwystępuje z magnetytem, chromitem, klinochlorem, diopsydem, nefelinem, leucytem i melilitem.
Miejsca występowania: USA – Magnet Cove w Arkansas, Kanada – Oka, Quebec, Brazylia – Bagagem, Rosja – Złatousti na Uralu, Szwajcaria – kanton Valais, Austria – Tyrol, Włochy – dolina Ala, Aosty i Malenco, Monte Somma, Monte Carla, Niemcy – Badenia, Australia – Puntokarli.
Ładnie wykształcone kryształy (około 1 cm) znajdowane są w Rosji, Kanadzie i Włoszech.
W Polsce bywa sporadycznie spotykany w trzeciorzędowych bazaltach na Dolnym Śląsku k. Niemczy.